# Standardkosten
Standardkosten sind im Rechnungswesen die für einen längeren Zeitraum bei einem Kostenträger im Voraus geschätzten Kosten, die für die künftige Herstellung von Produkten oder Dienstleistungen erforderlich sind.

## Allgemeines
Standardkosten sind mithin keine bereits angefallenen Kosten, sondern werden als künftige Herstellungskosten geplant und dienen daher der Unternehmensplanung und Kostenkontrolle. Standardkosten sind vorausgeschätzte Kosten, die erforderlich sind, um ein Einzelprodukt oder eine Zahl von Produkten im Laufe einer bestimmten Zeitspanne in der unmittelbaren Zukunft herzustellen. Sie werden auf ein bestimmtes Produkt bezogen und können für dessen gesamte Lebensdauer zugrunde gelegt werden.

## Ermittlung
Den Standardkosten liegen Annahmen wie die künftige Aufrechterhaltung der Technologie, der Produktionsverfahren und konstanter Produktqualität zugrunde (englisch drifting costs). Ausgangsbasis sind die Herstellungskosten, wie sie bei Normalbeschäftigung im Unternehmen anfallen würden. Als Normalbeschäftigung ist diejenige Beschäftigung anzusehen, die unter Berücksichtigung bestehender Engpässe und unvermeidbarer Betriebsstörungen erreicht werden kann. Die Standardkosten werden auf die Maßeinheit des Kostenträgers (Stück, Tonne, Liter oder Meter) umgerechnet. Der Standardkostensatz für die Kostenträger der einzelnen Kostenstellen wird errechnet, indem man die Plankosten jeder Kostenstelle durch die Leistungsmenge dividiert.
In der Zielkostenrechnung werden die Plankosten auch als prognostizierte Standardkosten bezeichnet. Bei der späteren Kostenkontrolle kann ermittelt werden, ob und inwieweit die tatsächlich angefallenen Herstellungskosten („Istkosten“) von den Standardkosten („Sollkosten“) abweichen. Bei positiver Abweichung liegt ein kalkulatorischer Gewinn, bei negativer ein kalkulatorischer Verlust vor.

## Arten
Oft wird zwischen Grundstandardwerten und laufenden Standardwerten unterschieden. Grundstandardwerte dienen ausschließlich als Vergleichsmaßstab für die Plankosten und Istkosten. Laufende Standardwerte dienen während eines bestimmten Zeitraums als Standardkosten für ein bestimmtes Produkt.

## IFRS
Nach IAS 2.21 stellen die Standardkosten international im Rahmen der IFRS eine zulässige Methode zur Bewertung des Lagerbestands dar. Nach der Standardkostenmethode wird der Wert für einen bestimmten Zeitraum festgelegt. Die Standardkosten sollen den Selbstkosten entsprechen, die bei Normalbeschäftigung entstehen.
Die Standardkosten sind in den USA (englisch standard costs) der Oberbegriff für die Plankosten, worunter die pro Produkt geplanten Herstellungskosten zu verstehen sind.

## Wirtschaftliche Aspekte
Standardkosten dienen der Kostenplanung (Budget), Kostenkontrolle, Kostensenkung, Bewertung des Lagerbestands und der Preiskalkulation. Außerdem werden sie bei der Vorkalkulation herangezogen. Bereits aus ihren vielen Zwecken ist ableitbar, dass eine Plankostenrechnung aufgestellt werden soll, um den tatsächlich eingetretenen Kostenverlauf analysieren zu können.

## Abgrenzung
Standardkosten sind die auf einen standardisiert hergestellten Kostenträger der Serienfertigung bezogenen Plankosten. Konrad Mellerowicz sah 1958 in Plan- und Standardkosten Synonyme; er räumte jedoch ein, dass in der Fachliteratur durchaus zwischen beiden formal unterschieden wird. Plankosten sind Stellenkosten (in Kostenstellen), Standardkosten dagegen die geplanten Einheitskosten der Produkte (Kostenträger). Plankosten sind Kosten, bei denen die Menge und Preise der für eine geplante Ausbringung benötigten Produktionsfaktoren ebenfalls Plangrößen sind. Sollkosten sind dagegen die Kostenvorgaben für die jeweilige Ist-Beschäftigung in einer Kostenstelle. Plan- und Sollkosten stimmen nur dann überein, wenn die Ist-Beschäftigung mit der Plan-Beschäftigung identisch ist. Normalkosten sind eine Kostenart, die als Durchschnittskosten aus den Istkosten vergangener Rechnungsperioden abgeleitet werden.